# Gestión de dispositivos móviles
El software de gestión de dispositivos móviles o de administración de dispositivos móviles (en inglés: mobile device management; abreviado habitualmente MDM) es un tipo de software que permite asegurar, monitorizar y administrar dispositivos móviles sin importar el operador de telefonía o proveedor de servicios. La mayoría de las MDM permiten instalar aplicaciones, localizar y rastrear equipos, sincronizar archivos, reportar datos y acceder a dispositivos, todo esto de manera remota. Este tipo de aplicaciones ha tenido una gran aceptación por parte de las empresas y su crecimiento ha sido realmente vertiginoso, debido en gran medida a la popularidad que han tenido los smartphones dentro de las corporaciones.

## Arquitectura

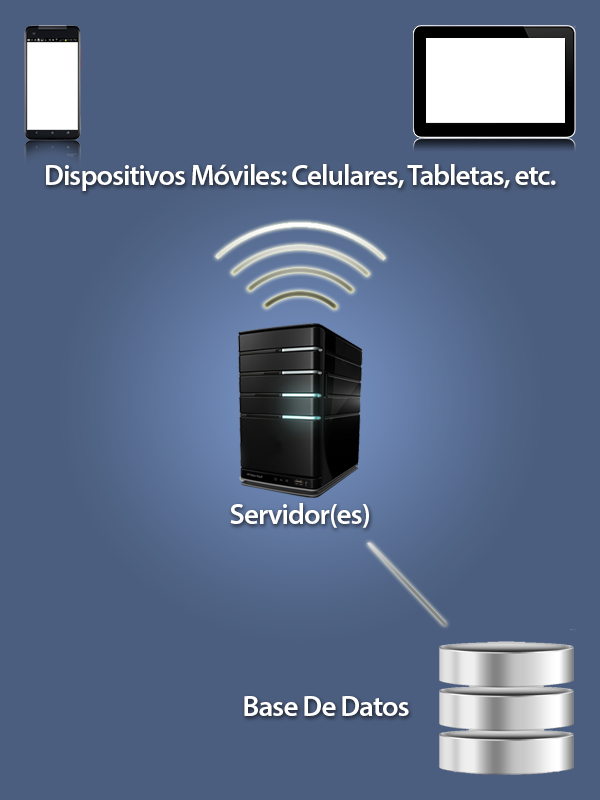
Arquitectura básica de una MDM

La arquitectura básica de un MDM consiste en un agente, el cual es una aplicación que se instala en cada uno de los dispositivos que se desean administrar, un servidor de implementación desde donde corre el MDM y una base de datos donde se guardan todos los datos recabados. Los agentes mantienen una conexión con el servidor a través de USB, Wi-Fi, GPRS, 3G o LTE cualquier otro medio de transmisión de datos, lo cual le permite al MDM tomar control del dispositivo.

## Funcionalidades
La mayoría de los MDM con funciones avanzadas, tienen las siguientes características:
- Instalación masiva de aplicaciones. Se pueden instalar aplicaciones y ejecutar actualizaciones en múltiples dispositivos a la vez de manera remota y controlando el tipo de conexión y la fecha de ejecución.
- Selección de aplicaciones. Los MDM permiten aplicar políticas de control sobre las aplicaciones que los dispositivos pueden correr. De esta manera, se evita que los usuarios ejecuten aplicaciones que no son productivas para las empresas.
- Rastreo satelital. Gracias al uso de GPS, podemos localizar la ubicación de uno o más dispositivos así como hacer un rastreo de la ruta que mantuvieron durante un período dado.
- Sincronización de archivos. Los archivos de los dispositivos se pueden mantener sincronizados con el servidor.
- Bloqueo de funciones. Un buen MDM permite controlar funciones específicas de los dispositivos, pudiendo activar o desactivar la cámara, micrófono, USB, acceso a configuración de dispositivo, entre otros.
- Control de gastos. Algunos MDM permiten restringir el tiempo en llamadas por teléfono o la cantidad de datos transmitida; e incluso, tomar medidas o enviar alertas en caso de que se hayan excedido los topes máximos.
- Borrado remoto. Es una función imprescindible, que se usa cuando el dispositivo (teléfono inteligente o tableta) está extraviado, robado o perdido y se desea prevenir la fuga de datos que residen en el mismo.
- Aplicar contraseña. Desde el servidor se puede establecer una contraseña de bloqueo y también se puede configurar la longitud, el tipo de contraseña, si es alfanumérica o numérica, el número de intentos, etc.

## Licencias
Los MDM vienen principalmente en dos modelos de distribución de software:
- Las licencias SaaS. Consiste en un modo de suscripción donde se efectúa un pago mensual por el servicio, pudiendo acceder al servidor desde cualquier equipo cliente usando un navegador web o un agente ligero.
- Las licencias perpetuas. Se realiza un pago único para su adquisición, pagando anualmente una fracción de costo inicial de las licencias por soporte y mantenimiento.